# Draft 2008 de la NFL
2007 2009
La draft 2008 de la NFL est la 73e draft annuelle de la National Football League, permettant aux franchises de football américain de sélectionner des joueurs universitaires éligibles pour jouer professionnels. Elle s'est déroulée entre le 26 et le 27 avril 2008 au Radio City Music Hall de New York.
Pour la première fois depuis les débuts de la draft commune (1967), aucun wide receiver n'est sélectionné au premier tour et pour la première fois également, les deux premiers choix ont le même nom de famille (Jake et Chris Long; ils ne sont pas apparentés). En outre, un nombre record de 34 échanges sont effectuées au cours de la draft proprement dite. Ce record est battu en 2017 (37 échanges) puis en 2019 (40).

## Draft
La Draft se compose de 7 tours ayant, généralement, chacun 32 choix. L'ordre de sélection est décidé par le classement général des équipes durant la saison précédente, donc l'équipe ayant eu le moins de victoires va repêcher en premier et ainsi de suite jusqu'au gagnant du Super Bowl. Les équipes peuvent échanger leurs choix de repêchage, ce qui fait en sorte que l'ordre peut changer.
Les équipes peuvent enfin recevoir des choix compensatoires. Ces choix sont à la fin des tours et il n'est pas possible pour les équipes de les échanger. Les choix compensatoires sont remis aux équipes ayant perdu plus de joueurs (et de meilleure qualité) qu'ils en ont signés durant la période d'agent libre.

### Changements pour 2008
L’horaire de la draft est modifié: le premier jour commence à 15 h 00 au lieu de midi, et ne compte que deux tours. La deuxième journée débute avec la troisième ronde à 10h00 au lieu de 11h00. De plus, les délais pour les sélections du premier jour ont été réduits, passant de 15 minutes à 10 minutes pour les sélections du premier tour et de 10 minutes à 7 heures au second. La limite reste cinq minutes pour tous les choix dans les tours trois à sept.
Cette draft marque aussi les débuts officiels du nouveau logo de la NFL, remplaçant l'ancien, utilisé depuis 1970, comportant huit étoiles blanches représentant chacune des huit divisions de la ligue et un ballon pivotant du même angle que celui au sommet du trophée Vince Lombardi attribué au champion du Super Bowl.
- ° : Intronisé au Pro Football Hall of Fame
- † : Joueur sélectionné pour le Pro Bowl

### Premier tour
| Choix | Équipe                             | Joueur                        | Poste                  | Université                       | Notes                       |
| ----- | ---------------------------------- | ----------------------------- | ---------------------- | -------------------------------- | --------------------------- |
| 1     | Dolphins de Miami                  | Jake Long †                   | Offensive tackle       | Wolverines du Michigan           | ,                           |
| 2     | Rams de Saint-Louis                | Chris Long                    | Defensive end          | Cavaliers de la Virginie         |                             |
| 3     | Falcons d'Atlanta                  | Matt Ryan †                   | Quarterback            | Eagles de Boston College         | ,                           |
| 4     | Raiders d'Oakland                  | Darren McFadden               | Running back           | Razorbacks de l'Arkansas         |                             |
| 5     | Chiefs de Kansas City              | Glenn Dorsey                  | Defensive tackle       | Tigers de LSU                    |                             |
| 6     | Jets de New York                   | Vernon Gholston               | Defensive end          | Buckeyes d'Ohio State            |                             |
| 7     | Saints de La Nouvelle-Orléans      | Sedrick Ellis                 | Defensive tackle       | Trojans d'USC                    | 49ers → Patriots, → Saints, |
| 8     | Jaguars de Jacksonville            | Derrick Harvey                | Defensive end          | Gators de la Floride             | Ravens → Jaguars,           |
| 9     | Bengals de Cincinnati              | Keith Rivers                  | Linebacker             | Trojans d'USC                    |                             |
| 10    | Patriots de la Nouvelle-Angleterre | Jerod Mayo †                  | Linebacker             | Volunteers du Tennessee          | Saints → Patriots           |
| 11    | Bills de Buffalo                   | Leodis McKelvin               | Cornerback             | Trojans de Troy                  |                             |
| 12    | Broncos de Denver                  | Ryan Clady †                  | Offensive tackle       | Broncos de Boise State           |                             |
| 13    | Panthers de la Caroline            | Jonathan Stewart †            | Running back           | Ducks de l'Oregon                |                             |
| 14    | Bears de Chicago                   | Chris Williams                | Offensive tackle       | Commodores de Vanderbilt         |                             |
| 15    | Chiefs de Kansas City              | Branden Albert †              | Offensive tackle       | Cavaliers de la Virginie         | Lions → Chiefs,             |
| 16    | Cardinals de l'Arizona             | Dominique Rodgers-Cromartie † | Cornerback             | Tigers de Tennessee State (en)   |                             |
| 17    | Lions de Détroit                   | Gosder Cherilus               | Offensive tackle       | Eagles de Boston College         | Vikings → Chiefs, → Lions   |
| 18    | Ravens de Baltimore                | Joe Flacco                    | Quarterback            | Fightin' Blue Hens du Delaware   | Texans → Ravens,            |
| 19    | Panthers de la Caroline            | Jeff Otah                     | Offensive tackle       | Panthers de Pittsburgh           | Eagles → Panthers,          |
| 20    | Buccaneers de Tampa Bay            | Aqib Talib †                  | Cornerback             | Jayhawks du Kansas               |                             |
| 21    | Falcons d'Atlanta                  | Sam Baker                     | Offensive tackle       | Trojans d'USC                    | Redskins → Falcons,         |
| 22    | Cowboys de Dallas                  | Felix Jones                   | Running back           | Razorbacks de l'Arkansas         | Browns → Cowboys,           |
| 23    | Steelers de Pittsburgh             | Rashard Mendenhall            | Running back           | Fighting Illini de l'Illinois    |                             |
| 24    | Titans du Tennessee                | Chris Johnson †               | Running back           | Pirates d'East Carolina          |                             |
| 25    | Cowboys de Dallas                  | Mike Jenkins †                | Cornerback             | Bulls de South Florida           | Seahawks → Cowboys,         |
| 26    | Texans de Houston                  | Duane Brown †                 | Offensive tackle       | Hokies de Virginia Tech          | Jaguars → Ravens → Texans   |
| 27    | Chargers de San Diego              | Antoine Cason                 | Cornerback             | Wildcats de l'Arizona            |                             |
| 28    | Seahawks de Seattle                | Lawrence Jackson              | Defensive end          | Trojans d'USC                    | Cowboys → Seahawks          |
| 29    | 49ers de San Francisco             | Kentwan Balmer                | Defensive tackle       | Tar Heels de la Caroline du Nord | Colts → 49ers,              |
| 30    | Jets de New York                   | Dustin Keller                 | Tight end              | Boilermakers de Purdue           | Packers → Jets,             |
| -     | Patriots de la Nouvelle-Angleterre | Choix retiré (Spygate)        | Choix retiré (Spygate) | Choix retiré (Spygate)           | [ 20 ]                      |
| 31    | Giants de New York                 | Kenny Phillips                | Safety                 | Hurricanes de Miami              |                             |

#### Échanges1ertour
1. ↑    1. 7 San Francisco échange sa sélection de premier tour en 2008 (7e) et une sélection de quatrième tour de 2007 (110e) avec la Nouvelle-Angleterre pour l'une de ses sélections de premier tour en 2007 (28e).
2. ↑    1. 7 La Nouvelle-Angleterre échange ses sélections des premier et cinquième tours (7e et 164e) à La Nouvelle-Orléans contre les sélections des premier et troisième tours de la Nouvelle-Orléans (10e et 78e).
3. ↑    1. 8 Baltimore échange sa sélection de premier tour avec Jacksonville pour une sélection de premier tour de Jacksonville, deux sélections de troisième tour et une sélection de quatrième tour (26e, 71e, 89e et 125e).
4. ↑    1. 10 voir #7 Patriots → Saints
5. ↑    1. 15 Détroit échange ses sélections de premier et troisième tour (15e et 76e) avec Kansas City pour la deuxième sélection de premier choix de Kansas City, la première sélection de troisième tour et la première sélection de cinquième tour (17e, 66e et 136e).
6. ↑    1. 17 Le Minnesota échange sa sélection de premier tour (17e), ses deux sélections de troisième tour (73e et 82e) et celle du sixième tour (182e) avec Kansas City pour le defensive end Jared Allen et leur choix de sixième tour (187e).
7. ↑    1. 17 voir #15 Lions → Chiefs
8. ↑    1. 18 Houston échange sa sélection de premier tour (18e) avec Baltimore pour les sélections du premier tour (26e) et du troisième tour (89e) que Baltimore a acquis de Jacksonville, ainsi qu'une sélection de sixième tour (173e).
9. ↑    1. 19 Philadelphie échange sa sélection de premier tour (19e) avec les Panthers pour leurs sélections de deuxième et quatrième tours en 2008 (43e et 109e) et leur choix de premier tour en 2009 (28e).
10. ↑    1. 21 Washington échange ses sélections de premier, troisième et cinquième tours (21e, 84e et 154e) avec Atlanta contre deux sélections du deuxième tour d'Atlanta et ses sélections de quatrième tour (34e, 48e et 103e).
11. ↑    1. 22 Cleveland négocie sa sélection de premier tour en 2008 (22e) et une sélection de second tour en 2007 (36e) pour le premier tour de Dallas en 2007 (22e, utilisé pour sélectionner Brady Quinn).
12. ↑    1. 25 Seattle échange sa sélection de premier tour (25e) avec Dallas contre la sélection restante de premier tour de Dallas (28e) et ses sélections de cinquième et septième tours (163e et 235e).
13. ↑    1. 26 voir #8 Ravens → Jaguars
14. ↑    1. 26 voir #18 Texans → Ravens
15. ↑    1. 28 voir #25 Seahawks → Cowboys
16. ↑    1. 29 Indianapolis négocie sa sélection de premier tour en 2008 (29e) et une sélection de quatrième tour en 2007 (126e) avec San Francisco pour la sélection de deuxième tour de San Francisco en 2007 (42e).
17. ↑    1. 30 Green Bay échange sa sélection de premier tour (30e) avec les Jets pour des sélections de deuxième et quatrième tours (36e et 113e).

### Joueurs notables sélectionnés aux tours suivants
| Choix | Équipe                             | Joueur               | Postes           | Université                       | Notes                       |
| ----- | ---------------------------------- | -------------------- | ---------------- | -------------------------------- | --------------------------- |
| 35    | Chiefs de Kansas City              | Brandon Flowers †    | Cornerback       | Hokies de Virginia Tech          |                             |
| 36    | Packers de Green Bay               | Jordy Nelson †       | Wide receiver    | Wildcats de Kansas State         | Jets → Packers              |
| 44    | Bears de Chicago                   | Matt Forté †         | Running back     | Green Wave de Tulane             |                             |
| 49    | Eagles de Philadelphie             | DeSean Jackson †     | Wide receiver    | Golden Bears de la Californie    |                             |
| 50    | Cardinals de l'Arizona             | Calais Campbell †    | Defensive end    | Hurricanes de Miami              |                             |
| 55    | Ravens de Baltimore                | Ray Rice †           | Running back     | Scarlet Knights de Rutgers       | Seahawks → Ravens,          |
| 61    | Cowboys de Dallas                  | Martellus Bennett †  | Tight end        | Aggies de Texas A&M              |                             |
| 73    | Chiefs de Kansas City              | Jamaal Charles †     | Running back     | Longhorns du Texas               | Broncos → Vikings, → Chiefs |
| 83    | Buccaneers de Tampa Bay            | Jeremy Zuttah (en) † | Centre           | Scarlet Knights de Rutgers       |                             |
| 92    | Lions de Détroit                   | Cliff Avril †        | Defensive end    | Boilermakers de Purdue           | Cowboys → Lions,            |
| 98    | Falcons d'Atlanta                  | Thomas DeCoud (en) † | Offensive guard  | Golden Bears de la Californie    |                             |
| 135   | Packers de Green Bay               | Josh Sitton †        | Safety           | Knights d'UCF                    |                             |
| 141   | Panthers de la Caroline            | Gary Barnidge (en) † | Tight end        | Cardinals de Louisville          | Jets → Panthers,            |
| 146   | Lions de Détroit                   | Jerome Felton (en) † | Fullback         | Paladins de Furman (en)          | Saints → Lions,             |
| 153   | Patriots de la Nouvelle-Angleterre | Matthew Slater †     | Wide receiver    | Bruins d'UCLA                    | Buccaneers → Patriots,      |
| 164   | Saints de La Nouvelle-Orléans      | Carl Nicks (en) †    | Offensive tackle | Cornhuskers du Nebraska          | Patriots → Saints           |
| 233   | Seahawks de Seattle                | Justin Forsett †     | Running back     | Golden Bears de la Californie    | Jaguars → Seahawks,         |
| ND    | Broncos de Denver                  | Brett Kern †         | Punter           | Rockets de Toledo                |                             |
| ND    | Lions de Détroit                   | Jon Weeks (en) †     | Long snapper     | Bears de Baylor                  |                             |
| ND    | Packers de Green Bay               | J. J. Jansen †       | Long snapper     | Fighting Irish de Notre Dame     |                             |
| ND    | Dolphins de Miami                  | Dan Carpenter (en) † | Kicker           | Grizzlies du Montana             |                             |
| ND    | Dolphins de Miami                  | Marcel Reece †       | Fullback         | Huskies de Washington            |                             |
| ND    | Chargers de San Diego              | Mike Tolbert †       | Fullback         | Chanticleers de Coastal Carolina |                             |
| ND    | Buccaneers de Tampa Bay            | Clifton Smith †      | Running back     | Bulldogs de Fresno State         |                             |

#### Échanges tours suivants
1. ↑    1. 36 voir #30 Packers → Jets
2. ↑    1. 55 Baltimore échange sa sélection de deuxième tour (38e) avec Seattle pour les sélections de deuxième et troisième tours de Seattle (55e et 86e).
3. ↑    1. 73 Denver négocie sa sélection de troisième tour en 2008 (73e) et les sélections sixième et septième tous (176e et 233e) en 2007, avec le Minnesota pour la sélection de quatrième tour (121e) en 2007 (utilisée pour sélectionner Marcus Thomas (en)).
4. ↑    1. 73 voir #17 Vikings → Chiefs
5. ↑    1. 92 Dallas échange sa sélection de troisième tour (92e) avec Détroit pour la sélection de quatrième tour de Detroit en 2008 (111e) et la sélection de quatrième tour en 2009 (101e).
6. ↑    1. 141 Les Jets de New York échangent leurs sélections de troisième et de cinquième tours (67e et 141e) avec les Panthers pour le defensive tackle Kris Jenkins (en).
7. ↑    1. 146 Détroit échange un choix de cinquième tour 2008 (144e) avec les Saints contre un choix de cinquième tour 2008 (146e) et un choix de septième tour 2008 (218e).
8. ↑    1. 153 La Nouvelle-Angleterre échange des sélections de cinquième et de septième tours (160e et 238e) avec Tampa Bay pour sa sélection de cinquième tour (153e).
9. ↑    1. 164 voir #7 Patriots → Saints
10. ↑    1. 233 Seattle échange sa sélection de cinquième tour (158e) avec Jacksonville pour le running back Alvin Pearman (en) et le choix de septième tour des Jaguars (233e).

### Joueurs notables non draftés
| Équipe            | Joueur       | Postes | Université        |
| ----------------- | ------------ | ------ | ----------------- |
| Broncos de Denver | Brett Kern † | Punter | Rockets de Toledo |

## Choix par position et par tour
| Tour  | QB | RB | FB | WR  | TE | C | OL | OT | DE | DT | LB | CB | S  | K | P | LS |
| ----- | -- | -- | -- | --- | -- | - | -- | -- | -- | -- | -- | -- | -- | - | - | -- |
| 1er   | 2  | 5  | 0  | 0   | 1  | 0 | 0  | 8* | 4  | 3  | 2  | 5  | 1  | 0 | 0 | 0  |
| 2e    | 2  | 2  | 0  | 10* | 3  | 1 | 1  | 0  | 3  | 2  | 2  | 5  | 1  | 0 | 0 | 0  |
| 3e    | 1  | 3  | 1  | 5   | 3  | 0 | 1  | 3  | 5* | 3  | 4  | 4  | 3  | 0 | 0 | 0  |
| 4e    | 0  | 1  | 0  | 5   | 3  | 2 | 1  | 5  | 3  | 2  | 4  | 8* | 2  | 0 | 0 | 0  |
| 5e    | 4  | 3  | 2  | 2   | 2  | 0 | 1  | 2  | 2  | 5* | 4  | 4  | 0  | 0 | 0 | 0  |
| 6e    | 2  | 5  | 0  | 6*  | 2  | 2 | 1  | 2  | 5  | 2  | 5  | 1  | 5  | 1 | 1 | 1  |
| 7e    | 2  | 4  | 1  | 7*  | 2  | 1 | 2  | 7* | 5  | 1  | 6  | 3  | 3  | 1 | 0 | 0  |
| TOTAL | 13 | 23 | 4  | 35* | 16 | 6 | 7  | 27 | 27 | 18 | 27 | 30 | 15 | 2 | 1 | 1  |

*Position ayant le plus de sélectionné par tour